# Franz Tost
Franz Tost (Trins, 20 de janeiro de 1956) é um diretor esportivo austríaco que atualmente ocupa o cargo de chefe de equipe da Scuderia AlphaTauri.
Ex-piloto de Fórmula Ford, juntou-se a Willi Weber e acompanhou o início de carreira de Ralf Schumacher. Foi diretor de pista da BMW quando Ralf corria pela equipe Williams. Permaneceu até o fim de 2005 quando foi contratado para ser chefe de equipe da Scuderia Toro Rosso (atual Scuderia AlphaTauri) a partir da temporada de 2006.
No Grande Prêmio da Europa de 2007, Tost e Scott Speed, então piloto da equipe, se desentenderam. Speed é substituido na corrida seguinte por Sebastian Vettel.
Em 26 de abril de 2023, foi anunciado que Tost deixaria sua função como chefe de equipe da AlphaTauri no final da temporada de 2023 e, que ele seria substituído por Laurent Mekies. Tost passou 18 anos na função.